# Albrecht der Beherzte

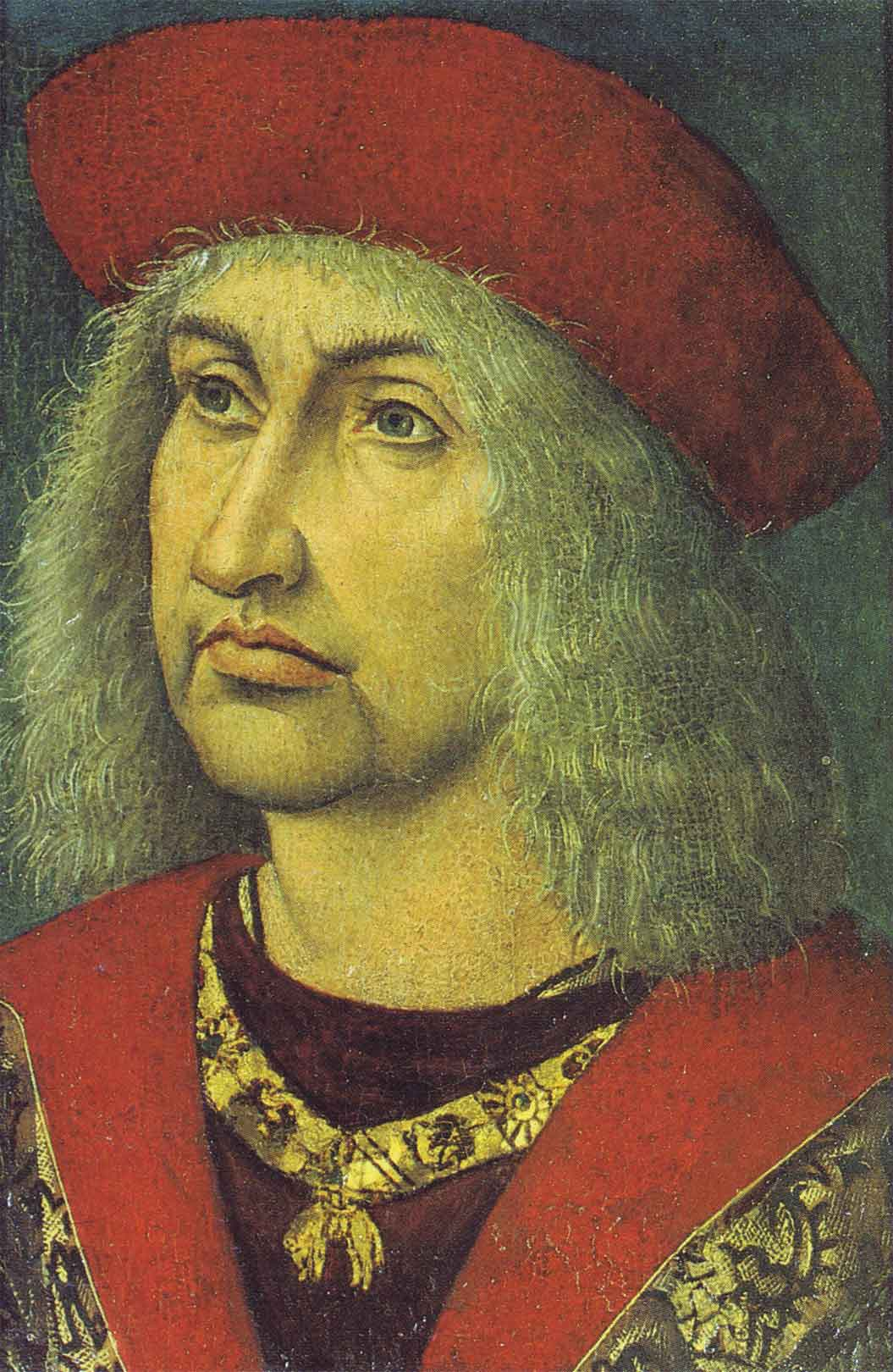
Albrecht der Beherzte, um 1491

Albrecht der Beherzte (lateinisch Albertus Animosus; * 31. Juli 1443 in Grimma; † 12. September 1500 in Emden) war Herzog von Sachsen, Gubernator von Friesland und Begründer der albertinischen Linie des Hauses Wettin. 1472 erwarb er als ein Lehen das schlesische Herzogtum Sagan. In seiner Eigenschaft als Markgraf von Meißen wird er auch als Albrecht III. gezählt.

## Leben
Albrecht wurde als jüngerer Sohn des Kurfürsten Friedrich des Sanftmütigen von Sachsen am 31. Juli 1443 im Schloss zu Grimma geboren.

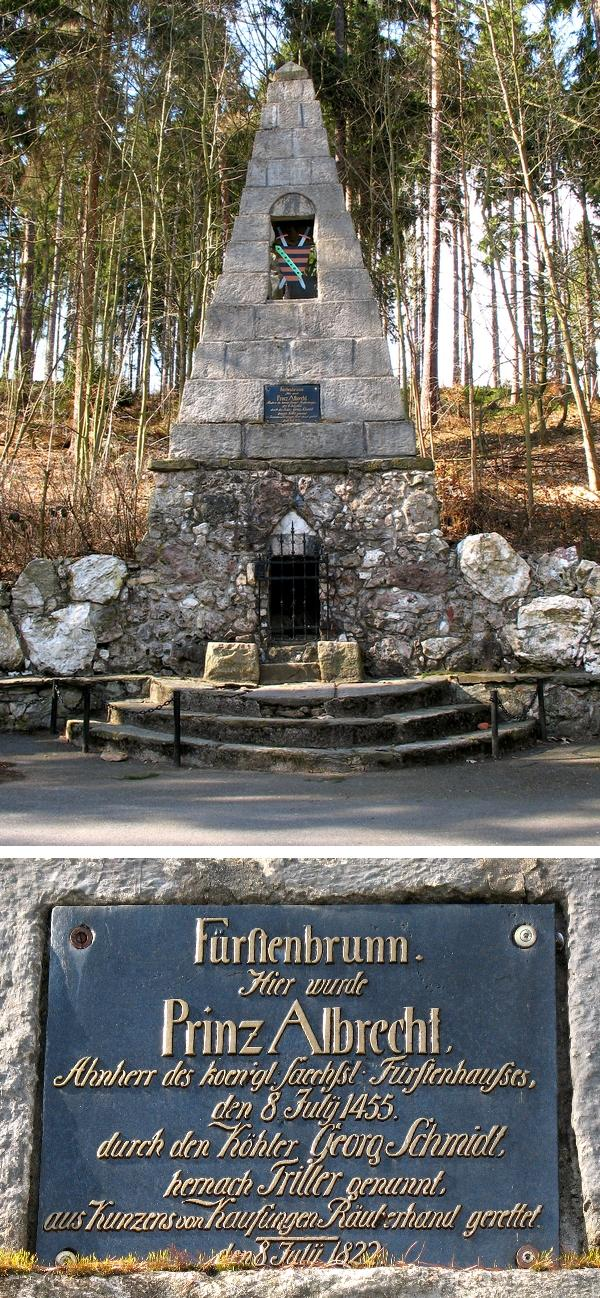
Denkmal zu Ehren der Befreiung Albrechts 1455

Im Alter von elf Jahren wurde er 1455 mit seinem älteren Bruder Ernst im Sächsischen Prinzenraub durch Kunz von Kauffungen aus dem Schloss Altenburg entführt. Dabei gab er schon Proben jener Geistesgegenwart, die ihm später den ehrenden Beinamen des Beherzten erwarb.

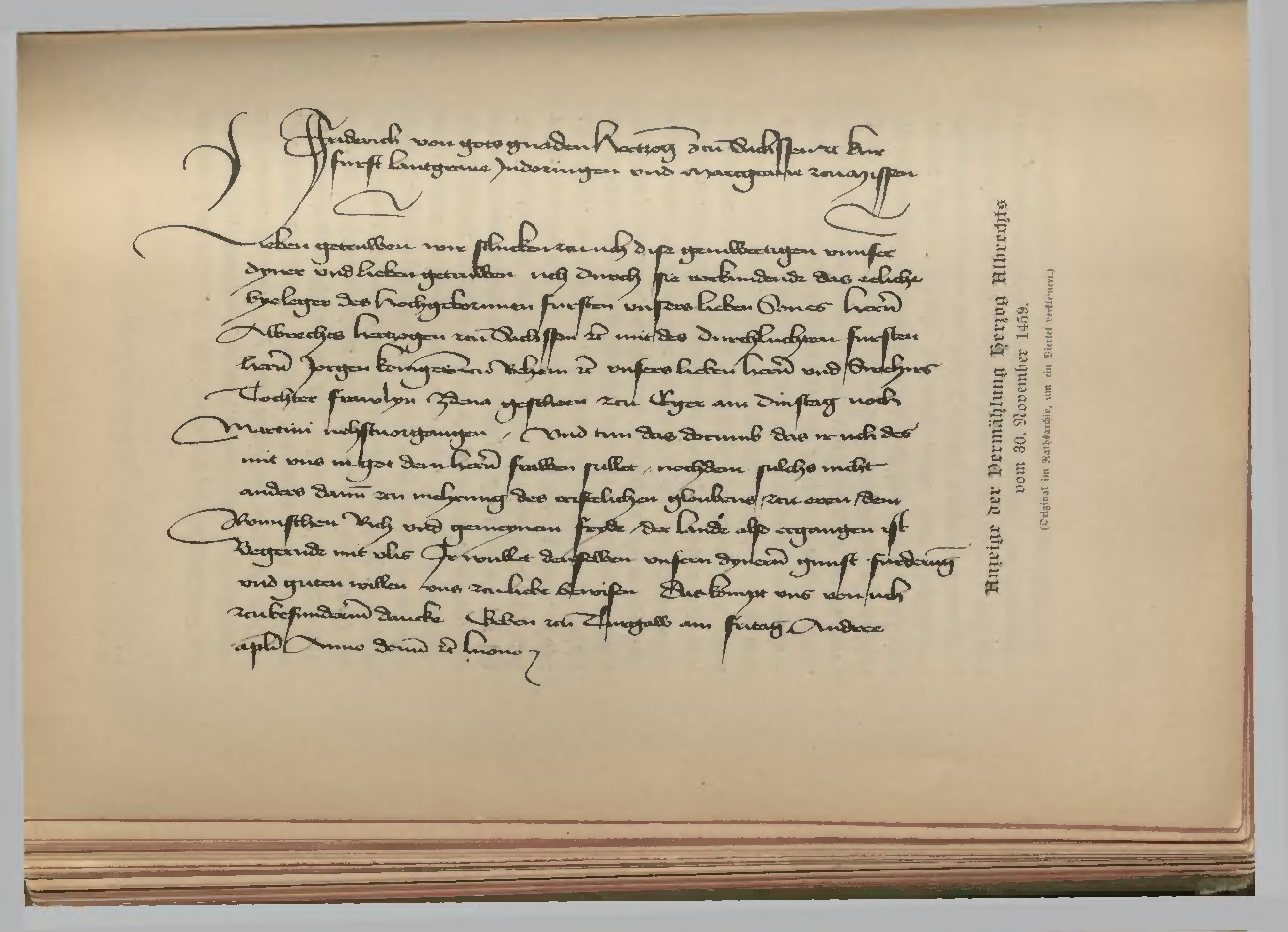
Anzeige der Vermählung Herzog Albrechts vom 30. November 1459

Hochzeit von Albrecht; Wandbild aus dem 19. Jh. in der Albrechtsburg Meißen

Einen Teil seiner Jugend verlebte Albrecht am Hof Kaiser Friedrichs III. in Wien. Am 11. November 1459 wurde er mit Zdena (Sidonie), der Tochter des böhmischen Königs Georg von Podiebrad, in Eger vermählt. Damit wurde der am 25. April 1459 geschlossene Vertrag von Eger besiegelt. Der Vollzug der Ehe (Beilager) fand jedoch erst am 11. Mai 1464 auf der Burg Tharandt statt.
Die Bewerbung Albrechts um die böhmische Krone nach dem Tod seines Schwiegervaters, 1471, blieb ohne Erfolg. Als sein Vater 1464 starb, traten die beiden Brüder Ernst und Albrecht gemeinschaftlich die Regierung an. 1468 begannen beide gemeinsam den großangelegten Umbau des Residenzschlosses in Dresden und 1471 mit dem Bau eines weiteren Residenzschlosses in Meißen an Stelle der älteren Burg, das ab 1676 als Albrechtsburg bezeichnet wurde. 1472 erwarb er von Herzog Johann II. von Sagan das schlesische Herzogtum Sagan, das bis 1549 bei seinen Nachkommen blieb.
Am 5. März 1476 begann Albrecht in Dresden mit 119 Begleitern eine mehrmonatige Pilgerreise über Altenburg, Weimar, Nürnberg, München, den Brennerpass, Florenz, Rom nach Venedig, von wo aus die Pilgergruppe mit dem Schiff nach Jaffa (Teil des heutigen Tel Aviv-Jaffa) übersetzte, um von dort aus den restlichen Weg nach Jerusalem zurückzulegen. Der Rückweg führte die Gruppe dann wieder über Venedig, von wo aus sie über den Kaiserhof in Wien am 5. Dezember nach Dresden zurückkehrten. Über die Reise liegt ein Bericht seines Landrentmeisters Hans von Mergenthal († 1488), der bis 1478 Besitzer des Ritterguts Marienthal bei Zwickau war, vor.
Der Zugewinn der Landgrafschaft Thüringen an die Mark Meißen (1483) gab Anlass zum Leipziger Teilungsvertrag vom 26. August 1485. Die beiden Hauptlose waren Meißen und Thüringen. Doch sollte, wer ersteres erhielt, weil es schönere Städte und reichere Vasallen hatte, dem anderen 100.000 Gulden bar bezahlen. Albrecht wählte Meißen, die 100.000 Gulden trug er zur Hälfte bar, zur Hälfte durch Abtretung des Amtes Jena ab. Von diesem Augenblick an trat zwischen beiden Linien eine Spannung ein, die 60 Jahre später unter Albrechts Enkel Moritz zum Bruch führte.
Das Münzrecht stand jedem der Brüder auch nach der Landesteilung in vollem Umfang zu. Herzog Albrecht münzte gemeinsam mit seinen wettinischen Verwandten in den Münzstätten Freiberg, Leipzig (hier auch unter alleinigem Namen: Sächsische Goldgulden), Langensalza, Zwickau, Schneeberg, Frohnau, Colditz (hier auch mit seiner Mutter – siehe auch Margarethengroschen), Gotha, und Wittenberg.
Die Herzöge Ernst und Albrecht schufen gemeinsam mit ihrem Onkel Wilhelm III. durch die Leipziger Münzreform vom 4. April 1465 ein völlig neues Münzsystem. Das Ergebnis war ein neuer Groschentyp, der Horngroschen. Da der Horngroschen aus legiertem Silber bestand, die Bevölkerung jedoch ihr Misstrauen gegen Legierungen nicht ablegte, wurde er 1474 durch den kleineren Spitzgroschen aus Feinsilber ersetzt.
Den Habsburgern treu ergeben, wurde er von Kaiser Friedrich III. zum „gewaltigen Marschall und Bannerträger“ ernannt, kämpfte 1475 gegen Karl den Kühnen von Burgund und führte 1480 und 1487 das Reichsheer gegen König Matthias von Ungarn, konnte aber, da der Kaiser ihn ohne Unterstützung ließ, nichts ausrichten.
1488 zog er zur Befreiung des von den Bürgern in Brügge gefangenen Maximilian I. gegen das rebellische Flandern. Maximilian übertrug ihm die Statthalterschaft der Niederlande, und zum Lohn für deren Bewältigung sowie als Ersatz für die aufgewandten Kosten erhielt er 1498 die Erbstatthalterschaft von Friesland, das er jedoch erst mit Waffengewalt unterwerfen musste. Während seiner kriegerischen Unternehmungen in Westfriesland wurde Albrecht in Sachsen von seinem Sohn Georg dem Bärtigen vertreten. 

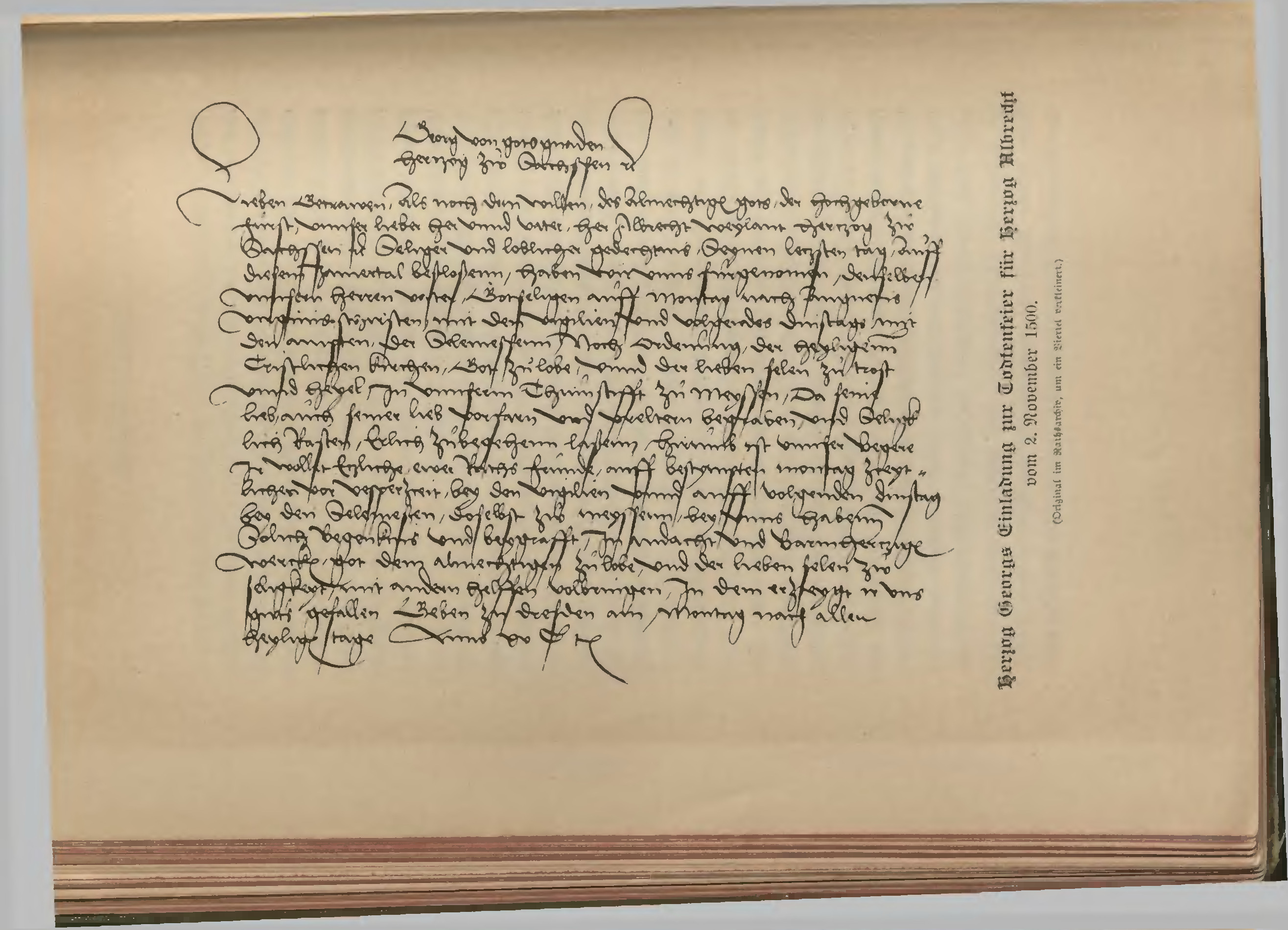
Herzog Georgs Einladung zur Todtenfeier für Herzog Albrecht vom 2. November 1500

Als Albrecht wegen eines Landtags nach Leipzig geeilt war, erhoben sich die Friesen von neuem und belagerten seinen zurückgelassenen zweiten Sohn Heinrich in Franeker. Albrecht befreite Heinrich an der Spitze eines Entsatzheeres, starb aber nach der Bezwingung Groningens, nachdem im sächsischen Heer eine Seuche ausgebrochen war, am 12. September 1500 in Emden. Er wurde im Dom zu Meißen bestattet, aber Herz und Eingeweide ruhen in der Großen Kirche zu Emden.
Die Unruhen in Friesland mündeten in die Sächsische Fehde von 1514 bis 1517.

## Wirkung

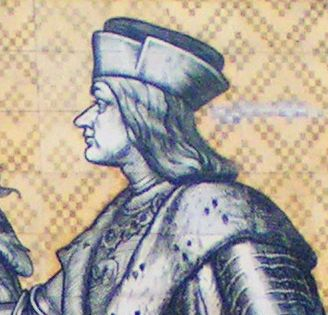
Albrecht der Beherzte (Dresden, Fürstenzug)

In Sachsen verbesserte er Justiz und Polizei. Dresden war seit der Teilung Albrechts Residenz (vorher hielt er sich meist auf der Burg Tharandt auf). Albrechts häufigere Abwesenheit und die Aufwendung großer Summen für den Dienst des Kaisers wurden jedoch von den Ständen missbilligt.
Sein Testament (eigentlich ein mit Zustimmung seiner Söhne Georg dem Bärtigen und Heinrich dem Frommen sowie mit Zuziehung eines landständischen Ausschusses zu Maastricht geschlossener und am 12. Dezember 1500 vom späteren Kaiser bestätigter Erbvertrag vom 18. Februar 1499) ist der erste Versuch, die Primogeniturerbfolge in Sachsen einzuführen. Es wurde darin unter anderem bestimmt, dass Georg die meißnisch-thüringischen Ländereien erben sollte und Heinrich die in Friesland. Für den Fall, dass einer sein Land verlieren sollte, sollte der andere ihm ein Stück von seinem einräumen. Wenn allerdings der eine Bruder die Länder des anderen erben sollte, sollte der älteste Sohn allein folgen und seine Brüder bloß mit einem Teil der Landeseinkünfte abfinden.
Seinen Namen trägt die von ihm begonnene Albrechtsburg in Meißen.

## Nachkommen
- Katharina von Sachsen (1468–1524) ⚭ Siegmund, Erzherzog von Österreich
- Georg der Bärtige (1471–1539) ⚭ Barbara (1478–1534), polnische Königstochter
- Heinrich der Fromme (1473–1541) ⚭ Katharina zu Mecklenburg (1487–1561)
- Friedrich von Sachsen (1473–1510), Hochmeister des Deutschen Ordens

## Vorfahren
| Ahnentafel Albrechts des Beherzten | Ahnentafel Albrechts des Beherzten                                                                   | Ahnentafel Albrechts des Beherzten                                                                   | Ahnentafel Albrechts des Beherzten                                                                   | Ahnentafel Albrechts des Beherzten                                                                   | Ahnentafel Albrechts des Beherzten                                                  | Ahnentafel Albrechts des Beherzten                                                | Ahnentafel Albrechts des Beherzten                                                | Ahnentafel Albrechts des Beherzten                                                |
| ---------------------------------- | --- | --- | --- | --- | ----------------------------------------------------------------------------------- | --------------------------------------------------------------------------------- | --------------------------------------------------------------------------------- | --------------------------------------------------------------------------------- |
| Ururgroßeltern                     | Markgraf Friedrich II. (1310–1349) ⚭ 1328 Mathilde von Bayern (1313–1346)                            | Heinrich VIII. von Henneberg-Schleusingen ⚭ Jutta von Brandenburg                                    | Herzog Magnus II. (1324–1373) ⚭ Katharina von Anhalt-Bernburg                                        | Wartislaw VI. (1345–1394) ⚭ 1363 Anna von Mecklenburg-Stargard                                       | Herzog Albrecht II. von Österreich (1298–1358) ⚭ 1324 Johanna von Pfirt (1300–1351) | Bernabò Visconti (1323–1385) ⚭ 1350 Beatrice della Scala (–1384)                  | Ziemowit III. (~1320–1381) ⚭ 1335 Euphemia von Troppau (–1352)                    | Algirdas (1296–1377) ⚭ ~1350 Juliana Aleksandrovna Tverskaja (~1330–~1392)        |
| Urgroßeltern                       | Markgraf Friedrich III. (1332–1381) ⚭ 1346 Katharina von Henneberg (1334–1397)                       | Markgraf Friedrich III. (1332–1381) ⚭ 1346 Katharina von Henneberg (1334–1397)                       | Herzog Heinrich I. zu Braunschweig-Lüneburg (1355–1416) ⚭ Sophie von Pommern (~1370–1406)            | Herzog Heinrich I. zu Braunschweig-Lüneburg (1355–1416) ⚭ Sophie von Pommern (~1370–1406)            | Herzog Leopold III. (1351–1386) ⚭ 1365 Viridis Visconti von Mailand (1350–1414)     | Herzog Leopold III. (1351–1386) ⚭ 1365 Viridis Visconti von Mailand (1350–1414)   | Ziemowit IV. (~1352–1426) ⚭ 1387 Alexandra von Litauen (~1360–1434)               | Ziemowit IV. (~1352–1426) ⚭ 1387 Alexandra von Litauen (~1360–1434)               |
| Großeltern                         | Kurfürst Friedrich I. von Sachsen (1370–1428) ⚭ 1402 Katharina von Braunschweig-Lüneburg (1395–1442) | Kurfürst Friedrich I. von Sachsen (1370–1428) ⚭ 1402 Katharina von Braunschweig-Lüneburg (1395–1442) | Kurfürst Friedrich I. von Sachsen (1370–1428) ⚭ 1402 Katharina von Braunschweig-Lüneburg (1395–1442) | Kurfürst Friedrich I. von Sachsen (1370–1428) ⚭ 1402 Katharina von Braunschweig-Lüneburg (1395–1442) | Herzog Ernst der Eiserne (1377–1424) ⚭ 1412 Cimburgis von Masowien (1394/97–1429)   | Herzog Ernst der Eiserne (1377–1424) ⚭ 1412 Cimburgis von Masowien (1394/97–1429) | Herzog Ernst der Eiserne (1377–1424) ⚭ 1412 Cimburgis von Masowien (1394/97–1429) | Herzog Ernst der Eiserne (1377–1424) ⚭ 1412 Cimburgis von Masowien (1394/97–1429) |
| Eltern                             | Kurfürst Friedrich II. (1412–1464) ⚭ 1431 Margaretha von Österreich (1416–1486)                      | Kurfürst Friedrich II. (1412–1464) ⚭ 1431 Margaretha von Österreich (1416–1486)                      | Kurfürst Friedrich II. (1412–1464) ⚭ 1431 Margaretha von Österreich (1416–1486)                      | Kurfürst Friedrich II. (1412–1464) ⚭ 1431 Margaretha von Österreich (1416–1486)                      | Kurfürst Friedrich II. (1412–1464) ⚭ 1431 Margaretha von Österreich (1416–1486)     | Kurfürst Friedrich II. (1412–1464) ⚭ 1431 Margaretha von Österreich (1416–1486)   | Kurfürst Friedrich II. (1412–1464) ⚭ 1431 Margaretha von Österreich (1416–1486)   | Kurfürst Friedrich II. (1412–1464) ⚭ 1431 Margaretha von Österreich (1416–1486)   |
| Albrecht der Beherzte              | | | | |                                                                                     |                                                                                   |                                                                                   |                                                                                   |